# Province of York

Die Province of York (rot, im Norden Englands) ist eine von zwei Kirchenprovinzen der Church of England.

Die Province of York ist neben der Province of Canterbury eine von zwei Kirchenprovinzen, die die Church of England bilden, und besteht aus 14 Diözesen, die das nördliche Drittel von England und die Isle of Man umfassen. York wurde im Jahr 735 zu einem Erzbistum erhoben, dessen erster Erzbischof Egbert von York war. Später beanspruchten die Erzbischöfe von York auch Metropolitanvollmacht über Schottland, doch wurden diese Ansprüche niemals umgesetzt und sie erloschen, als die Erzdiözesen von St Andrews und Glasgow gebildet wurden.
Der Metropolit der Kirchenprovinz ist der Erzbischof von York, der niederrangigere der beiden Erzbischöfe in der Church of England.

## Diözesen der Kirchenprovinz York
- Diözese York (Erzbischöfe von York)

1. Diözese Blackburn (Bischöfe von Blackburn)
2. Diözese Carlisle (Bischöfe von Carlisle)
3. Diözese Chester (Bischöfe von Chester)
4. Diözese Durham (Bischöfe von Durham)
5. Diözese Liverpool (Bischöfe von Liverpool)
6. Diözese Manchester (Bischöfe von Manchester)
7. Diözese Newcastle (Bischöfe von Newcastle)
8. Diözese Leeds (Bischöfe von Leeds)
9. Diözese Sheffield (Bischöfe von Sheffield)
10. Diözese Sodor und Man (Bischöfe von Sodor und Man)
11. Diözese Southwell und Nottingham (Bischöfe von Southwell und Nottingham)